# إيريان فيليبس
إيريان فيليبس (بالإنجليزية: Arianne Phillips)‏ هي مصممة أزياء تقليدية أمريكية، ولدت في 26 أبريل 1963 في نيويورك في الولايات المتحدة.

## وصلات خارجية
- إيريان فيليبس على موقع IMDb (الإنجليزية)
- إيريان فيليبس على موقع قاعدة بيانات برودواي على الإنترنت (الإنجليزية)
- إيريان فيليبس على موقع قاعدة بيانات الفيلم (الإنجليزية)